# 都司镇 (邓州市)
都司镇，是中华人民共和国河南省南阳市邓州市下辖的一个乡镇级行政单位。

## 行政区划
都司镇下辖以下地区：
都司社区、赵桥村、鲁家村、索程村、张洼村、小河刘村、扈庙村、丁集村、宣庄村、昌岗村、姚李村、刘洼村、八里村、大程营村、陈园村、户张村、大罗村、索庄村、冯王村和蒿溪村。